# HMAS Vendetta (D08)
Pour les articles homonymes, voir HMAS Vendetta.
Le HMAS Vendetta (pennant number : D08) était l’un des trois destroyers de classe Daring construits et exploités par la Royal Australian Navy (RAN). Le destroyer a été construit par Williamstown Naval Dockyard et est entré en service en 1958. Au début de sa carrière, le HMAS Vendetta a été déployé à plusieurs reprises dans la réserve stratégique d’Extrême-Orient. En 1965 et 1966, le destroyer entreprend des patrouilles de dissuasion lors de la confrontation Indonésie-Malaisie. Avec plusieurs voyages pour escorter le transport de troupes HMAS Sydney (R17) au Sud-Vietnam, de fin 1969 à début 1970 le HMAS Vendetta a été affecté à des opérations de combat. Il est devenu le seul navire de guerre construit en Australie à servir dans un rôle de bombardement à terre pendant la guerre du Viêt Nam.
Le navire a subi une modernisation durant deux ans de 1971 à 1973, et en décembre 1974 il était l’un des treize navires de guerre de la RAN impliqués dans l’opération Navy Help Darwin après que le cyclone Tracy ait dévasté la ville de Darwin. Plusieurs autres déploiements ont été effectués en Extrême-Orient, jusqu’en 1978. En octobre 1979, le destroyer a été désarmé et a servi de réserve de pièces de rechange pour son navire jumeau (sister-ship) HMAS Vampire (D11). Le HMAS Vendetta a été vendu pour démolition en janvier 1987.

## Conception
La Royal Australian Navy a d’abord commandé quatre destroyers de classe Daring, qui ont reçu les noms des navires de la Scrap Iron Flotilla (Flottille de ferraille) de la Seconde Guerre mondiale. Les navires ont été modifiés pendant leur construction : la plupart des changements ont été apportés pour améliorer l’habitabilité, y compris l’installation de la climatisation. Le HMAS Vendetta et ses sister-ships furent les premiers navires entièrement soudés à être construits en Australie.
Le HMAS Vendetta avait un déplacement standard de 2 800 tonnes, qui passait à 3 600 tonnes à pleine charge. Le HMAS Vendetta et ses sister-ships avaient une largeur de 120 m, une largeur de 13 m et un tirant d'eau de 3,89 m en moyenne, et de 4,42 m à pleine charge. La propulsion se composait de deux chaudières Foster Wheeler, alimentant deux turbines à engrenages English Electric, qui fournissaient 54 000 ch (40 000 kW) à deux arbres d'hélice. Le HMAS Vendetta pouvait naviguer à plus de 30 nœuds (56 km/h) et avait un rayon d'action de 3 700 milles marins (6 900 km) à 20 nœuds (37 km/h). Son équipage standard se composait de 20 officiers et 300 marins.
L’armement principal du HMAS Vendetta se composait de six canons de 4,5 pouces montés dans trois tourelles jumelées, deux à l’avant et une à l’arrière, avec une cadence de tir maximale de 16 coups par minute par canon et 96 coups par minute au total. Son armement antiaérien se composait de six canons Bofors 40 mm, en deux affûts simples sur la superstructure avant et deux affûts jumeaux sur la superstructure arrière. Cinq tubes lance-torpilles de 21 pouces ont été montés sur un seul affût, sur le pont entre les superstructures avant et arrière. Pour la lutte anti-sous-marine, un mortier anti-sous-marin Limbo était monté sur le pont arrière, décalé sur bâbord. 

## Engagements
La quille du HMAS Vendetta a été posée au chantier naval de Williamstown, à Melbourne, le 4 juillet 1949. En 1950, il était déjà évident que les destroyers de classe Daring australiens ne seraient pas achevés à temps, car les chantiers navals australiens éprouvaient des difficultés à respecter le calendrier de construction. Le destroyer a été lancé le 3 mai 1954 avec pour marraine la veuve d’Hector Waller, qui commandait la « flottille de ferraille » (y compris le HMAS Vendetta originel) pendant la Seconde Guerre mondiale. Le 18 juillet 1958, la première fois que le HMAS Vendetta engage ses moteurs lors d’essais de construction, le destroyer percute accidentellement le caisson Alfred Dock,. La collision a été causée lorsque le marin qui était à bord du télégraphe du moteur a relayé à tort un ordre de « demi arrière » comme « demi avant », puis a répété l’erreur lorsque l’ordre a été répété pour compenser la première erreur,. La proue du Vendetta a percé le caisson et a menacé d’inonder la cale sèche avec le HMAS Quickmatch à l’intérieur. Une inondation contrôlée a empêché le caisson de tomber en panne et a empêché les dommages au Quickmatch ou d’autres dommages au HMAS Vendetta, mais les réparations à la proue du destroyer ont repoussé son achèvement de trois mois,.
Le HMAS Vendetta a été mis en service le 26 novembre 1958. Au moment de sa mise en service, le coût du navire était passé de 2,6 millions de livres sterling à 7 millions de livres sterling. Seuls trois navires, les Voyager, Vendetta et Vampire, ont été achevés. Le quatrième a été annulé pour économiser de l’argent. Comme le destroyer précédent, le HMAS Vendetta tire son nom du concept méditerranéen de vendetta. L’insigne du navire représentant un poignard stiletto serré dans un poing, et le navire portant la devise « Vindico », en latin : « Je me venge ».

### 1959-1969
En avril 1959, le HMAS Vendetta opère dans les eaux néo-zélandaises, avant de se rendre en Nouvelle-Guinée en juin. Après un carénage, le HMAS Vendetta et la frégate HMAS Quickmatch ont navigué vers Singapour en octobre pour un déploiement dans la réserve stratégique d’Extrême-Orient (FESR), qui a duré jusqu’en juillet 1960,. Le HMAS Vendetta et le sloop Swan ont visité la Tasmanie en février 1961 pour la Royal Hobart Regatta. Le 19 février, le HMAS Vendetta a secouru des passagers du navire Runic de la Shaw, Savill & Albion Line, qui s’était échoué sur le récif Middleton. Le destroyer a navigué pour son deuxième déploiement FESR en avril. Au cours du déploiement de six mois, le HMAS Vendetta a participé à des exercices de l’Organisation du traité de l'Asie du Sud-Est, a visité des ports de Bornéo, du Japon et de Malaisie, et a représenté l’Australie aux célébrations de l’indépendance des Philippines. À son retour, le destroyer a subi un carénage à Williamstown.

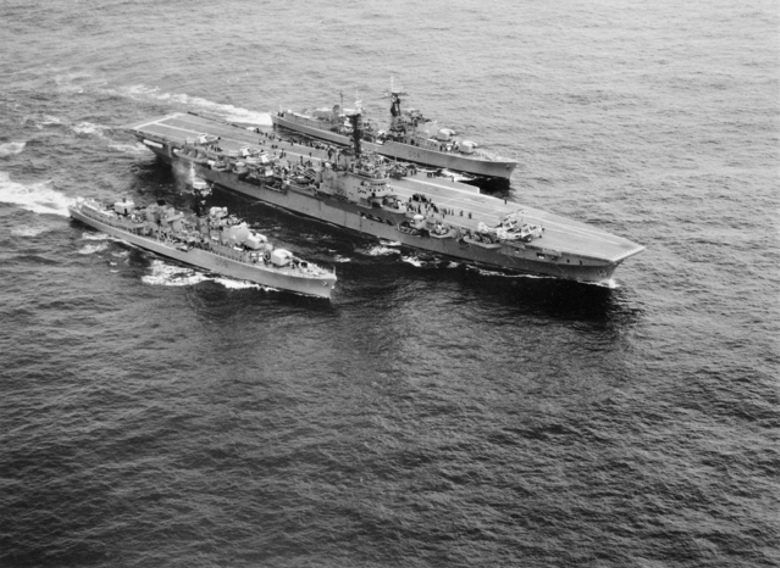
Le Vendetta naviguant en formation rapprochée avec son sister-ship Voyager et le porte-avions en 1959

Le HMAS Vendetta a été déployé en Extrême-Orient en mars 1962 et il est retourné à Sydney à la fin du mois de juin. Le destroyer s’est rendu à Nouméa en août, puis a participé à l’exercice Tuckerbox au large du nord du Queensland. En novembre, le HMAS Vendetta visite Fremantle pour les Jeux du Commonwealth de 1962. Après un autre carénage, le quatrième déploiement FESR du destroyer a commencé le 9 juillet 1963, lorsqu’il a quitté Sydney avec le Quiberon,. Alors qu’ils étaient en Extrême-Orient, les deux navires ont participé à l’exercice Sea Dovetail de la SEATO, se sont rendus au Japon et ont aidé un cargo battant pavillon américain désemparé. Les HMAS Vendetta et Quiberon sont rentrés chez eux via l’île de Guam et l’île Manus le 20 février, après quoi le HMAS Vendetta s’est rendu à Williamstown pour y être réaménage. 
Le HMAS Vendetta retourna à la FESR à la mi-1964, escortant cette fois le porte-avions Melbourne, et resta dans les eaux de l’Asie du Sud-Est jusqu’en décembre. Il est resté à quai pendant la première moitié de l’année 1965 pour subir un carénage. Le 11 août, il a appareillé pour son sixième séjour en Extrême-Orient, en compagnie du Duchess. Le 20 septembre, les Vendetta et Duchess rencontrent le transport de troupes Sydney au large de l’île Manus. Le Sydney en était à son deuxième voyage de transport de troupes au Viêt Nam,. Les deux destroyers ont accompagné le Sydney jusqu’à Vũng Tàu, où ils sont arrivés le 28 septembre, puis ils ont escorté le transport de troupes hors de la zone Market Time avant de se détacher pour aller à Hong Kong,. En octobre, le Vendetta a opéré comme destroyer de garde d’avion pour le HMS Ark Royal. À la fin de 1965 et au début de 1966, le destroyer a été affecté à des patrouilles de dissuasion au large de Bornéo malaisien et du détroit de Singapour dans le cadre de l’implication du Commonwealth dans la confrontation Indonésie-Malaisie.
Les HMAS Vendetta et Duchess sont rentrés en Australie en mars. Le 20 mai, le destroyer navigue vers la baie de Jervis après le naufrage de la drague W. D. Atlas et passe les deux jours suivants à la recherche de survivants et de corps. Le HMAS Vendetta a de nouveau été impliqué comme navire d’escorte du Sydney en mai et juin 1966, lors du quatrième voyage du transport de troupes. Ce voyage s’est terminé le 11 juin, lorsque les HMAS Vendetta et Sydney ont atteint Hong Kong. Le 3 novembre, le navire est venu en aide au sous-marin Tiru, de l’United States Navy (USN), qui s’était échoué sur le récif Frederick. Après le renflouement du sous-marin, le Vendetta l’escorte à Brisbane pour des réparations. Le 5 mars 1968, les Vendetta et Parramatta naviguent pendant six mois en Extrême-Orient. C’est le septième déploiement FESR du Vendetta. Le destroyer retourna en Australie en octobre. Le destroyer s’est rendu à Newcastle, en Nouvelle-Galles du Sud, pour le Jour de l'Australie, le 26 janvier 1969, et a opéré dans les eaux néo-zélandaises en mai.

### Déploiement au Vietnam
En 1968, la marine australienne a réalisé que la combinaison des exigences de maintenance et d’autres déploiements opérationnels signifiait qu’aucun des trois destroyers de classe Perth construits aux États-Unis ne serait disponible pour servir dans la guerre du Viêt Nam une fois que le HMAS Brisbane aurait terminé son déploiement à la fin de 1969. Elle a commencé à étudier la possibilité de déployer un destroyer de classe Daring, la principale préoccupation étant la fourniture d’obus de 4,5 pouces (110 mm), car les destroyers de l’USN étaient standardisés en obus de 5 pouces (130 mm). Après avoir reçu l’assurance de l’USN que tout problème logistique concernant les fournitures australiennes, y compris les munitions, n’était « qu’un problème à surmonter », le Vendetta a été désigné pour le déploiement en novembre 1968, car il était le seul navire de classe Daring ou de classe River disponible,. La décision d’envoyer le Vendetta signifiait que le déploiement constant d’un navire de guerre australien avec la septième flotte des États-Unis depuis mars 1967 se poursuivrait, et que des mesures visant à briser une culture « à deux niveaux » au sein de la RAN favorisant les navires de classe Perth seraient prises, avec des avantages connexes pour le moral,.
Le 15 septembre 1969, le Vendetta quitte l’Australie pour le Sud-Vietnam et relève le Brisbane à Subic Bay le 26 septembre,. Alors qu’il était déployé au Vietnam, le destroyer a été placé sous le contrôle administratif du commandant des forces australiennes du Vietnam en plus de celui de l’officier de pavillon commandant la flotte australienne, alors qu’il était sous le commandement de la septième flotte. Un lieutenant de l’USN a été affecté au Vendetta pour servir d’officier de liaison. L’Australie était le seul pays allié à fournir un soutien naval à la marine des États-Unis pendant la guerre du Vietnam. Les principales activités du destroyer étaient la fourniture d’un soutien de tir naval pour aider les forces terrestres, en particulier les unités du Corps des Marines des États-Unis opérant au plus près de la Zone vietnamienne démilitarisée. Sept navires étaient généralement stationnés sur la « ligne de tir », et les attaques se décomposaient en deux catégories : les bombardements « non repérés » des zones où les forces et les installations de l’Armée populaire vietnamienne ou du Việt Cộng (VC) étaient connues ou supposées l’être, et les missions de tir « repérées » en soutien direct des troupes au sol. Dans ce rôle, le Vendetta s’est vu attribuer l’indicatif d’appel radio « Premier ».
Le Vendetta partit pour une mission d’appui feu à Đà Nẵng le 30 septembre. En cours de route, le destroyer a été réapprovisionné par un pétrolier de l’USN, mais il y a eu des problèmes en raison de l’incompatibilité entre les conduites de carburant américaines et les prises d’eau britanniques, ainsi que de la pression de pompage standard trop élevée pour le système du Vendetta. C’était la première des nombreuses difficultés rencontrées par le navire de conception britannique opérant avec une force américaine. Le mauvais temps signifiait que le navire n’arrivait pas dans le port de Đà Nẵng avant le 2 octobre, et il a commencé des missions d’appui feu un jour plus tard. Après un séjour à Đà Nẵng, le navire a navigué vers la zone d’opération du IIe Corps et a continué ses fonctions de canonnière jusqu’au 24 octobre. Le Vendetta a navigué vers Singapour pour la maintenance, puis a repris ses fonctions de canonnière le 9 novembre, affecté à la zone du IIIe Corps. Le Vendetta se déplaça vers le nord jusqu’à la zone du Ier Corps deux jours plus tard, puis il descendit vers le IIe Corps le 16 novembre. À la fin du mois de novembre, le destroyer s’est rendu à Taïwan pour y être ré-alésé et d’autres travaux d’entretien. Le Vendetta est retourné sur la ligne de feu le 21 décembre et, le 1er janvier 1970, il a été appelé pour aider l'opération Market Time en tirant sur deux petites embarcations soupçonnées de ravitailler les positions Việt Cộng.
Le 17 janvier, le Vendetta a été forcé de naviguer vers Hong Kong pour des réparations de chaudières. De retour le 17 février, le destroyer est affecté au IIIe Corps et opère au large de Vũng Tàu pour soutenir les unités australiennes et sud-vietnamiennes. Quatre jours plus tard, Le Vendetta est réaffecté au IIe Corps. Le 6 mars, le navire quitte la ligne de feu pour faire réparer deux de ses tourelles à Subic, puis il reprend du service le 13 mars. Le destroyer a navigué vers Subic le 23 mars et a été relevé par le HMAS Hobart le 30 mars, après avoir tiré 13 295 obus de 4,5 pouces sur 751 cibles en cinq déploiements,.
Le destroyer fut le seul navire de guerre construit en Australie à servir au combat au Vietnam et le seul destroyer de classe Daring à réaliser un déploiement opérationnel dans le rôle de bombardement à terre. Le déploiement du Vendetta au Vietnam sous le nouveau White Ensign australien, et les patrouilles lors de la confrontation Indonésie-Malaisie sous l’ancien pavillon (identique au White Ensign britannique), ont fait du destroyer l’un des deux seuls navires de la RAN à être déployé en opérations sous les deux pavillons. Les récompenses décernées à son personnel pour ce déploiement comprenaient une nomination en tant qu’officier de l’Ordre de l'Empire britannique, deux mentions dans les dépêches et 16 mentions élogieuses du Naval Board.

### 1970-1979
Le Vendetta a navigué pour un déploiement FESR en septembre 1970. Il escorte le transport de troupes Sydney pour la troisième et dernière fois au cours du dix-septième voyage de l’ancien porte-avions : le Vendetta rencontre le convoi au large de Manille fin octobre, avec les deux navires arrivant au Vietnam les 31 octobre et 1er novembre,. En novembre, le destroyer a visité des ports en Inde, avant de retourner à Hong Kong pour Noël. Il est retourné à Sydney en avril 1971 et, après avoir participé à des exercices d’entraînement et à une croisière dans les eaux du nord de l’Australie, il est arrivé à Williamstown le 29 septembre pour son carénage de modernisation à demi-vie. La modernisation a coûté 20 millions de dollars. Le système de conduite de tir a été remplacé, un radar aérien à longue portée a été installé et la superstructure a été modifiée, y compris un toit pour la passerelle. Le Vendetta est remis en service le 2 mai 1973.
De mars à juillet 1974, le Vendetta est de nouveau déployé en Extrême-Orient. En octobre, le destroyer a représenté la RAN lors des célébrations du centenaire de la cession des Fidji à la Grande-Bretagne. Après la destruction de Darwin par le cyclone Tracy en décembre 1974, le Vendetta était l’un des treize navires de la RAN déployés dans le cadre de la mission d’aide humanitaire, l’Opération Navy Help Darwin. Le destroyer a appareillé le 27 décembre de Sydney et est arrivé le 3 janvier, avec des équipes à terre principalement affectées à la région de Nightcliff. Le destroyer est resté dans la région jusqu’à la fin janvier. Au milieu de l’année 1975, le Vendetta opérait en Extrême-Orient. En août 1975, à la suite de tensions entre l’Indonésie et l’ancienne colonie portugaise du Timor oriental (qui sont culminé lors de l’invasion indonésienne en décembre), le Vendetta, le Vampire et le navire ravitailleur HMAS Supply ont été pré-positionnés à Darwin au cas où ils seraient nécessaires pour l’évacuation de citoyens australiens ou de réfugiés timorais. Aucune action n’a été requise de la part des navires.
La majeure partie de l’année 1976 a été consacrée à l’entretien à Williamstown. En 1977, le Vendetta a été déployé en Extrême-Orient. Un autre déploiement a été effectué en 1978, à partir de juillet. En route, le destroyer s’est rendu à Honiara pour participer aux célébrations de l’indépendance des Îles Salomon vis-à-vis de l’Australie.

### Déclassement et devenir
Le Vendetta a été désarmé le 9 octobre 1979. Après avoir passé du temps amarré près de Bradleys Head, au cours duquel il a été utilisé comme réserve de pièces de rechange pour son navire jumeau Vampire, le destroyer a été vendu pour démantèlement. Le Vendetta a été remorqué jusqu’à sa dernière destination en janvier 1987.
À la suite d’une refonte du système d’honneurs de bataille de la RAN, achevée en mars 2010, le service du Vendetta a été reconnu par les honneurs « Malaisie 1964-66 » et « Vietnam 1969-70 »,.